# Phare de Punta Palascia
Le phare de Punta Paslascia ou phare du cap d'Otrante (en italien : Faro di Punta Palascia) est un phare situé sur le cap d'Otrante de la municipalité de Otrante, dans la région des Pouilles en Italie. Il est géré par la Marina Militare.

## Histoire
Ce phare, mis en service en 1867, a été construit sur le point le plus à l'est de l'Italie et marque le passage le plus étroit du Canal d'Otrante à l'embouchure de la mer Adriatique. Il a été désactivé en 1970.
En 2008 il a été remis en service et il abrite le Centre sur l’environnement et la santé des écosystèmes méditerranéens de l'Université de Salento et un musée multimédia de la mer. Relié au réseau électrique, il est automatisé.
Le phare est l'un des cinq phares méditerranéens protégés par la Commission européenne. Il est ouvert aux visites guidées pour les visiteurs, en particulier au Nouvel An, car il se trouve à la pointe orientale de l'Italie où l'aube de la nouvelle année peut être vue en premier. Il est situé à environ 5 km au sud-est d'Otrante.
Il se trouve sur le territoire du Parc naturel régional Costa Otranto-Santa Maria di Leuca et Bosco di Tricase

## Description
Le phare  est une tour cylindrique en pierre de 32 m de haut, avec galerie et lanterne, s'élevant d'une maison de gardien de deux étages. Le phare est totalement blanc et le dôme de la lanterne est gris métallique. Il émet, à une hauteur focale de 60 m, un éclat blanc toutes les 5 secondes. Sa portée est de 18 milles nautiques (environ 28 km) pour le feu principal et 12 milles nautiques (environ 22 km) pour le feu de veille.
Identifiant : ARLHS : ITA-135 ; EF-3596 - Amirauté : E2178 - NGA : 10788 .

## Caractéristiques dufeu maritime
Fréquence : 5 s (W)
- Lumière : 1 seconde
- Obscurité 4 secondes

|               |
| Cap d'Otrante |

|          |
| Le phare |

|          |
| Le phare |

### Lien connexe
- Liste des phares de l'Italie